# 北九州博覧祭2001
北九州博覧祭2001（きたきゅうしゅうはくらんさい2001）は、福岡県北九州市八幡東区のスペースワールド駅前で2001年（平成13年）7月4日から11月4日までの124日間開催された地方博覧会。
特定地方博覧会制度による博覧会（ジャパンエキスポ）である。略称は「北九州博」。

## 概要
「響きあう 人・まち・技術」をテーマに、2001年で開業から100年を迎える官営八幡製鉄所から続く「モノづくり」の歴史と、環境先進都市としてのゼロエミッションの姿勢を掲げていた。会場は1994年（平成6年）に行われた「北九州市住まい・生活展」の跡地を利用し、開催された。
企業パビリオンはTOTO（TOTOミラクルマジック館）や西部ガス（環境エネルギー館）、九州電力、九州旅客鉄道（JR九州）、新日本製鐵（新日鉄）といった、北九州ゆかりの企業が出展した。また、アジア各国もパビリオンを出品した。市民主導によるパビリオン「ムーブ未来館」では、影絵の世界的アーティスト藤城清治監修による4ヶ月のライブ上演「光と影のファンタジー」を実施し話題となった。同パビリオンは、最優秀パビリオンに贈られるジャパンエキスポ大賞（日本イベント産業振興協会主催）を受賞した。TOTOみらくるマジック館や環境エネルギー館。九州電力館などは乃村工藝社が製作したが、精密加工機器の実演や大型の映像の展示などで「従来の博覧会づくりの手法で、あまり新味はなかった」「「博覧祭」という名称は世界初と言うが（中略）内容が伴わない奇をてらった感がしないでもない」と自己評価している。
公式ポスターのイラストは、北九州出身の松本零士が描いた。
インド映画のスーパースターミーナがダンスイベント「マハラジャファンタジー」に出演したことや、北九州博覧祭2001関連イベントとして北九州市門司区でGLAYの野外ライブ（GLOBAL COMMUNICATION）が開催されるとともに、博覧会会場内に「GLAY館」を開設したことも話題となった。
期間中には、イベント放送局（JOYZ0K-FM、愛称：エアーヒビッキー）が設置された。

## 博覧会の成果
高速道路からのアクセスの良さや駅前、さらにスペースワールドの隣という好立地にもかかわらず、猛暑など天候に恵まれなかったことや、スペースワールドへの配慮による娯楽性の乏しさにより入場者数は低迷した。最終的な観客数は215万8,465人（別会場で行われたGLAYの野外ライブ「GLAY EXPO 2001 “GLOBAL COMMUNICATION”」の観客動員数の約8万人は含まず）で、当初目標とした観客動員数200万人は達成した。同年山口県で開催された山口きらら博と比べると、開催期間は長いにもかかわらず入場者数は少ないという結果となり、合計12回開催された特定地方博覧会制度によるJAPAN EXPOの中では、8番目の入場者数である。会期後半の9月と10月には、市役所職員に対し無料券が発行されたこともあって観客数が伸びた。
無料入場者が観客の3割を占めたほか、格安の夜間入場券の発行や無料送迎バスの運行など採算度外視の集客策が採られた結果、収支は約20億円の赤字となった。

## 閉幕後
北九州交流館が入ったセンタープラザは、現在、北九州市立いのちのたび博物館となっている。また、会場となった東田地区で博覧祭のために整備された跡地は終了後、スポーツデポ・ベスト電器八幡本店・イオンモール八幡東・北九州イノベーションギャラリー等が建てられているほか、マンション等の住宅分譲地となっている。2009年には、イベント放送局のスタッフによりコミュニティFM局・AIR STATION HIBIKIが設立された。

## キャラクター
- ヒビッキー